# Acidovorax soli
Acidovorax soli es una bacteria gramnegativa del género Acidovorax. Fue descrita en el año 2010. Su etimología hace referencia a suelo. Es aerobia e inmóvil. Tiene un tamaño de 0,5 μm de ancho por 1,3 μm de largo. Forma colonias circulares, convexas y de color amarillo pálido en agar LB tras 2 días de incubación. Temperatura de crecimiento entre 10-42 °C, óptima de 30 °C. Catalasa y oxidasa negativas. Se ha aislado de suelos en Corea del Sur. 